# تيم بيج
تيم بيج (بالإنجليزية: Tim Page)‏ هو ناقد موسيقي وصحفي أمريكي، ولد في 11 أكتوبر 1954.

## وصلات خارجية
- تيم بيج على موقع ميوزك برينز (الإنجليزية)
- تيم بيج على موقع ديسكوغز (الإنجليزية)